# Udea punoalis
Udea punoalis là một loài bướm đêm trong họ Crambidae.